# コマラ政権
コマラ政権（コマラせいけん）は、ギニアの政権。2008年ギニアクーデターによって実権を掌握した民主主義と発展のための国民評議会（CNDD）は、首相にカビネ・コマラを任命した。2010年1月26日にジャン・マリー・ドレが首相に就任したことで終了した。その後2010年11月まで同氏は2010年ギニア大統領選挙期間中の暫定政権を樹立することとなる。

## 人事
長らくギニア大統領として同国を導いてきたランサナ・コンテが2008年に死去。そして民主主義と発展のための国民評議会はそれに乗じて2008年ギニアクーデターを起こす。そして大統領に就任したムサ・ダディス・カマラは2008年12月30日、首相にカビネ・コマラを首相に指名。
2009年1月14日、コマラ政権における18名の閣僚人事が発表された：
| 大臣職                                     | 氏名                                             | CNDD内での役職 |
| ------------------------------------------ | ------------------------------------------------ | -------------- |
| 安全保障及び市民保護大臣                   | ママドゥバ・トト・カマラ                         | 初代副議長     |
| 国防大臣                                   | セクバ・コナテ                                   |                |
| 建設・開発及び公共事業大臣                 | ブバカル・バリー                                 |                |
| 大統領府事務総長                           | ケレティグイ・ファロ                             |                |
| 民間セクターの企画・推進大臣               | ママドゥーバ・マックス・バングーラ               |                |
| 採掘及びエネルギー大臣                     | マフムード・ティアム                             |                |
| 外務大臣                                   | アレクサンドル・セセ・ルーア                     |                |
| 行政政治大臣                               | フレデリック・コリエ                             |                |
| 経済財務大臣                               | ママドゥ・サンデ                                 |                |
| 教育大臣                                   | ハジャ・アイチャ・バー                           |                |
| 大学・科学研究大臣                         | アルファ・カビネ・コマラ                         |                |
| 農業大臣                                   | アブドゥラマヌ・サノー (2009-10-12 辞任)         |                |
| 法務大臣                                   | シバ・ノラムー                                   |                |
| 商工大臣                                   | コルカ・ディアロ                                 |                |
| 環境大臣                                   | パパ・コリ・クルマ                               |                |
| 電気通信・IT大臣                           | マチュラン・バングーラ                           |                |
| 漁業大臣                                   | レイモンド・ウーノウト                           |                |
| アフリカ統合担当大臣                       | アブドゥル・アジズ・バー                         |                |
| 雇用・行政改革担当大臣                     | アルファ・ディアロ (2009-10-15 辞任)             |                |
| 健康大臣                                   | アブドゥレイエ・シェリフ・ディアビー             |                |
| 交通大臣                                   | ママディ・カバ                                   |                |
| 観光大臣                                   | -                                                |                |
| 監査・透明性・グッドガバナンス大臣         | ジョセフ・カンドゥーノ                           |                |
| 女性と子供大臣                             | ハジャ・マコウラ・シラ                           |                |
| 情報文化大臣                               | ジャスティン・モレル・ジュニア (2009-10-15 辞任) |                |
| 青少年・スポーツ・青少年雇用担当大臣       | フォデバ・トゥーレ                               |                |
| 地方分権と地方開発大臣                     | ナビー・ディアキテ                               |                |
| 麻薬・組織犯罪対策特別サービス担当事務総長 | ムサ・ディオコロ・カマラ                         |                |
| 公共事業担当国務長官                       | ママディ・カロ                                   |                |